# Карлус Шагас
Ка́рлус Рібе́йру Жустініа́ну Ша́гас, більш відомий як Карлус Шагас (порт. Carlos Ribeiro Justiniano das Chagas nasceu em Oliveira; 9 липня 1879, муніципалітет Олівейра однойменного мікрорегіону, штат Мінас-Жерайс, Бразилія — 8 листопада 1934, Ріо-де-Жанейро) — бразильський лікар, мікробіолог та епідеміолог, доктор медицини, професор.
Він був піонером у використанні інсектицидів у боротьбі з малярією. Шагас займався вивченням поширеної в Південній Америці безумовно інфекційної хвороби, яка широкому загалу медичних працівників до його відкриття не була відома. Робота Шагаса стала унікальним явищем в історії медицини — це єдиний випадок, коли один дослідник описав хворобу та її прояви, її збудника, переносника, епідеміологічні чинники, а також деяких з хазяїв патогенного роду.

## Біографія

### Ранні роки
Карлус народився на фазенді Бон Ретіру, був сином Маріанни Кандиди і Хосе Жустініано дас Шагаса, кавового плантатора, який був потомком переселенців до Бразилії з Португалії, які приїхали туди в середині XVI століття. Його батько помер, коли йому було чотири роки. У сім'ї було ще двоє братів та двоє сестер. Сім'я відчула після смерті батька певну скруту і була змушена перебратися у меншу фазенду. У віці семи років Карлуса мати відправила до школи-інтернату єзуїтів у Іту. Через те, що в країні відбулось багатьох серйозних інцидентів після скасування рабства в 1888 році, Карлус втік з інтернату, аби переконатися, що звільнені з фазенди раби не спричинили матері негараздів. Через це його з єзуїтського інтернату виключили, а зрештою відправили до іншої школи в Сан-Хуан-дель-Рей, де його новий учитель посіяв у ньому інтерес до природи, спонукав до розвитку навичок проведення наукових спостережень. За бажанням його матері він повинен був стати інженером, тому Шагаса готували до школи гірничої справи в Ору-Прету.
У віці 14 років Карлус поступив у цю школу в старій столиці штату Мінас-Жерайс. Цей заклад був вищою метою для багатьох хлопчиків цього часу. У 1895 році, у віці 16 років, він пережив захворювання на бері-бері й провів деякий час в Олівейрі зі своїм дядьком Карлусом Рівейро де Кастро. Дядько, який закінчив медичний факультет Ріо-де-Жанейро в 1888 році, тільки що побудував нову лікарню, в якій вперше в Бразилії були використані методи  асептики та антисептики Джозефа Лістера.

### Вища освіта
Під впливом свого дядька Шагас у 1897 році поступив до медичного факультету в університеті Ріо-де-Жанейро (порт. Faculdade de Medicina da Universidade Federal do Rio de Janeiro). Під час навчання він захопився науковими дослідженнями під впливом прочитаних творів Луї Пастера. Шагас закінчив факультет у 1902 році, а в 1903 році вже отримав ступінь доктора медицини за наукову роботу «Гематологічне вивчення малярії» в інституті Мангіньоса, де він вперше зустрівся з Освальдо Гонсалво Крузом (роки життя — 1872—1917), який був на сім років від нього старше й став його другом на все життя.

### Початок лікарської діяльності
Шагас однак відхилив запрошення на роботу в цьому інституті, незважаючи на його захоплення цим напрямком медицини. Замість цього Шагас вирішив працювати в лікарні міста Журужуба на нижчий ланці охорони здоров'я Бразилії. У цій лікарні Карлус відкрив приватний консультативний кабінет. 1904 року Шагас створив ще й лабораторію в Ріо-де-Жанейро, тоді ж одружився з Іріс Лобо, з якою щасливо прожив усе подальше життя. Мав у шлюбі двох синів — Евандро (1905 року народження) та Карлуса Фільо (1910), які обидва в подальшому стали лікарями та продовжили дослідження батька.

### Боротьба з малярією
1905 року фінансові труднощі змусили Шагаса прийняти пропозицію компанії «Docas de Santos» попрацювати на неї в штаті Сан-Паулу для запобігання зараження малярією працівників, зайнятих на будівництві греблі. В Ітатінга, невеликому селі неподалік, Шагас провів успішну кампанію проти малярії. Його метод полягав в адекватній оцінці спостереження циклу передачі хвороби. Замість того, щоб використовувати вже добре відпрацьовану технологію знищення личинок комарів у водоймах, він використовував пиретрум для дезінфекції домогосподарств, де люди знаходились безпосередньо поряд з комарами, і, таким чином, досяг несподіваного успіху вже за 5 місяців. Він опублікував свою методику в часописі «Prophylaxia de impaludismo» в статті, яка послужила основою для боротьби з малярією в усьому світі. Її було відроджено через сорок років по тому як керівництво по використанню нових синтетичних інсектицидів.
У 1906 році Шагас приєднався до інституту в Мангіньосі, яким керував його друг Освальдо Круз. У цьому закладі Шагас пропрацював усе життя. Наступного року Освальдо Круз відправив його на боротьбу з епідемією малярії в районі Ксерем, на периферії Ріо-де-Жанейро.
1909 року Освальдо Круз попросив Шагаса провести нову кампанію по боротьбі з малярією в селі Ласансі, близько 375 миль від Ріо-де-Жанейро, недалеко від річки Сан-Франциско, де табір залізничників був атакований цією хворобою. Бразильський уряд намагався залізницею з'єднати Белем у басейні річки Амазонки з Ріо-де-Жанейро, але будівництво довелося призупинити через малярію. Селище Ласансі було на той час головним терміналом для проектованої системи Центрального залізничного сполучення. Шагас залишився в Ласансі протягом двох років (1909—1910), жив у залізничному вагоні, де в нього була нарадча кімната, лабораторія, кабінет для огляду хворих та спальні приміщення.

### Дослідження американського трипаносомозу
Через кілька днів після його прибуття в Ласансі, Шагас спостерігав велику кількість кровосисних, так званих поцілункових клопів, комах Triatoma infestans, які мешкали у стінах хатин і вночі кусали сплячих людей переважно в кути рота. Він вперше виявив критичну стадію джгутиконосців у кишечнику цих комах. Вважаючи, що це етап розвитку трипаносом, він дозволив зараженим комахам харчуватися на мавпах і двадцять днів по тому знайшов трипаносом в їхній крові. Він визначив цих трипаносом як новий рід і вид, запропонувавши назвати його спочатку Trypanosoma minasensis, але дуже швидко змінив свою думку на користь назви Schizotrypanum cruzi (в подальшому — Trypanosoma cruzi), на честь свого друга Освальдо Круза.
Шагас уже виявляв до цього деякі непояснені патологічні зміни в жителів регіону, де він зібрав заражених комах. 23 квітня 1909 року він знайшов трипаносом вперше в крові людини: 3-річної дівчинки на ім'я Береніс, в якої була гарячка і анемія. Він також виявив морфологічно ідентичні трипаносоми і включення в головному мозку і міокарді, таким чином, встановивши клінічну участь цих органів. На основі своїх досліджень він припустив, що броненосець є резервуаром трипаносом. Це був один з небагатьох випадків, коли збудник хвороби був знайдений раніше від описання хвороби, яку він спричинював.
Того часу в Ласансі Шагас виконав більше 100 посмертних розтинів померлих від цієї хвороби, які наочно продемонстрували наявність хронічної форми захворювання, а от гостру форму він описав лише у 22 випадках. Після цього Шагас відбув у 10-місячну поїздку по Амазонії для подальшого вивчення тропічних хвороб. Комісія бразильської академії, яка була направлена до регіону та вивчила всі його дослідження, підтвердила, що описано нову хворобу, яку вона запропонувала назвати хворобою Шагаса, але сам дослідник цього категорично не хотів і втілив іншу назву — американський трипаносомоз.
У 1907 році Шагас став повноцінним та постійним співробітником Інституту в Мангіньосі. Цьому сприяла величезна підтримка його з боку друга й керівника Освальдо Круза. Їхня дружба припинилась 1917 року зі смертю останнього.

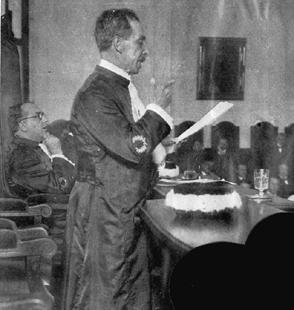
Професор Карлус Шагас виступає з доповіддю на медичному факультеті в Ріо-де-Жанейро.

1909 року Шагас відкрив Pneumocystis jirovecii у легенях пацюків, хоча помилково відніс їх тоді до найпростіших. На сьогодні цей вид відносять до патогенних грибків, він є збудником ВІЛ-асоційованої інфекції — пневмоцистозу (пневмоцистної пневмонії).

### Подальша наукова кар'єра
Зі смертю Освальдо Круза Шагас прийняв керівництво Інституту в Мангіньосі, залишаючись на цій посаді до 1934 року. Він запропонував для роботи закладу ті засади, що були з успіхом використані в роботі славнозвісного інституту Пастера в Парижі. Інститут в подальшому займався не тільки суто науковою діяльністю, але й проводив експертизу продуктів, медичних препаратів, вакцин, зокрема проти натуральної віспи.
У 1912 році він очолив експедицію до району Амазонки для вивчення там поширення малярії. Проведені дослідження дали поштовх докорінному реформуванню медицини не тільки у цьому регіоні, але й в усій Бразилії.
У 1918 році уряд Бразилії попросив його очолити кампанію проти епідемії іспанського грипу, яка вирувала того часу в Ріо-де-Жанейро. При цьому сам Шагас, його дружина та діти тяжко перехворіли. Він створив спеціальну службу для центрів обслуговування населення в двадцяти семи різних точках міста. Того ж часу він створив 5 лікарень швидкої допомоги, опублікував плакати і листівки, що попереджали містян. Кампанія була успішно завершена в листопаді 1918.
Також йому було доручено реорганізацією Департаменту охорони здоров'я Бразилії, в якому він був директором з 1920 по 1924 рік. Шагас брав активну участь у створенні міжнародних центрів превентивної медицини, зокрема заснував Міжнародний центр лепрології, який відіграв значну роль у профілактиці і вивченні прокази. Шагас також організував різні спеціальні заходи, в тому числі, у дитячій гігієні, у боротьбі проти сільських ендемічних захворювань, туберкульозу та захворювань, що передаються статевим шляхом. Шагас створив дитсадки в Бразилії і встановив посаду державного санітарного лікаря. Саме Шагас представляв країну в Комітеті охорони здоров'я Ліги Націй, асоціації, що базувалась у Женеві і була попередником Всесвітньої організації охорони здоров'я (ВООЗ).
Він тоді першим відкрив рід патогенних грибків Pneumocystis, хоча одразу не визнав їх окремими патогенами і грибками.
З 1922 року він працював професором з тропічної медицини в Університеті Ріо-де-Жанейро, де заснував кафедру тропічних хвороб і представив свої думки з питань гігієни як медичної спеціальності в Бразилії.
Шагас помер від серцевого нападу через інфаркт міокарда у віці 55 років.

## Відзначення
- 1910 року Національна бразильська академія медицини обрала Шагаса як надзвичайного свого члена, що було особливим фактом в історії академії, враховуючи те, що на той момент у ній не було вакансій.
- У 1912 році міжнародне журі Інституту суднової і тропічної гігієни (нім. Institut für Schiffs- und  Tropenhygiene) в Гамбурзі присудило Шагасу премію імені Фріца Шаудінна, яку присуджують раз на чотири роки за найкращу роботу в галузі протозоології і тропічної медицини в світі. До цього моменту таку честь було надано лише австрійському бактеріологу Станіславу фон Провасеку, який відкрив збудника епідемічного висипного тифу. Разом з Шагасом на цю премію того року були претендентами такі видатні науковці як Пауль Ерліх, Еміль Ру, Ілля Ілліч Мечников, Шарль Луї Альфонс Лаверан, Шарль Ніколь, кандидатури яких журі відхилило.
- Шагаса було двічі номіновано на Нобелівську премію — в 1913 і в 1921 роках, але він не отримав нагороду.
- У 1922 році він отримав Велику премію Ювілейної Пастерівської виставки (англ. Pasteur Centenary Commemorative Exposition) в Страсбурзі.
- У 1925 року він отримав премію Куммеля в Гамбурзькому університеті.
- 23 червня 1921 він став першим бразильцем, який був удостоєний званням почесного доктора (лат. Doctor honoris causa) Гарвардського університету, а згодом й Паризького, Брюссельського, університетів у Лімі, Буенос-Айресі, Гамбурзі.
- Він став членом 10 медичних асоціацій і товариств, зокрема Панамериканської асоціації лікарів, Нью-йоркської академії медичних наук, Королівського товариства тропічної медицини та гігієни в Лондоні, Паризької академії медицини.

Шагас отримав ордени:
- Корони Італії (1920 рік),
- Корони Бельгії та Почесного легіону (1923),
- Сантьяго да Еспада, ступінь кавалера (Португалія, 1924),
- Карлоса III, ступінь кавалера (1925),
- Ізабелли Католицької, ступінь Кавалера (Лицаря) (Іспанія, 1926),

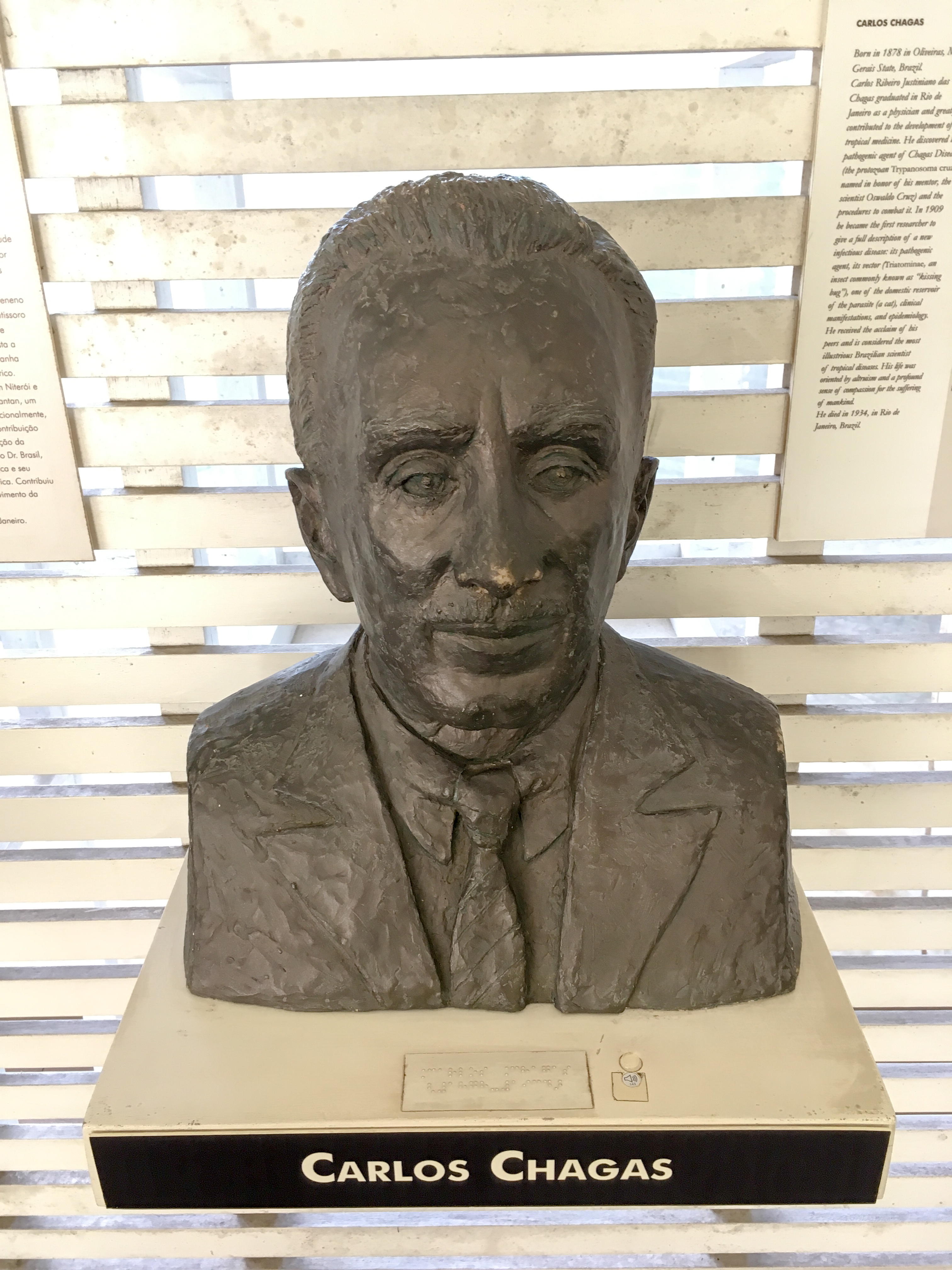
Бюст Карлуса Шагаса в інституті Бутантан, Сан-Паоло.

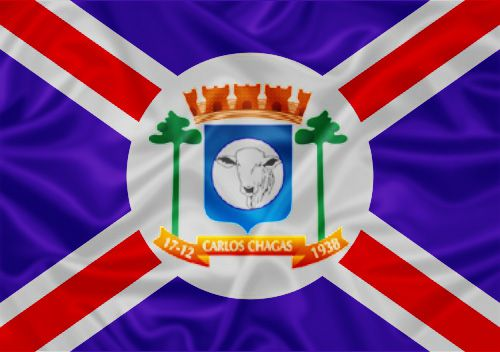
Прапор муніципалітету в штаті Мінас-Жерайс, який було названо на честь Карлуса Шагаса.

- Корони Румунії (1929).

## Пам'ять

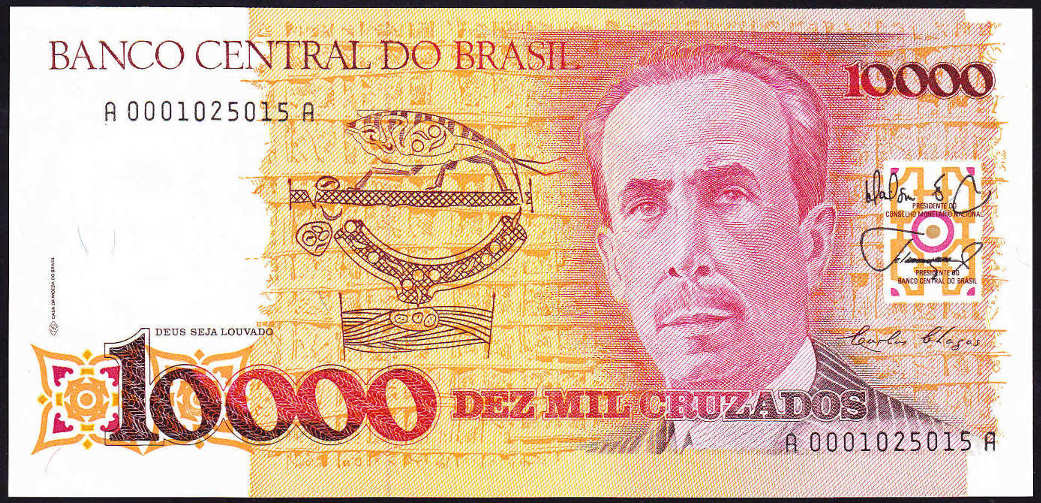
Карлус Шагас на 10000 бразильських крузадо.

- Культурний центр у муніципалітеті Олівейра носить його ім'я.
- Він є почесним громадянином цього муніципалітету.
- На честь Шагаса названо муніципалітет у штаті Мінас-Жерайс.
- У Ріо-де-Жанейро, Сан-Паулу, Олівейра та інших містах є пам'ятники Шагасу.
- Зображений на 10000 бразильських крузадо.

## Основні наукові роботи
- Nova trypanozomiaze humana. Estudos sobre a morfolojia e cíclo evolutivo do Schizotripanum cruzi n. gen. n. sp., ajente etiolòjico de nova entidade morbida do homem. Memòrias di Instituto Oswaldo Cruz, Rio de Janeiro, 1909, 1 (2): 159—218.
- Revisão do ciclo de vida do tripanossoma cruzi, nota suplementar, Rio de Janeiro. 1913.
- Processos patogênicos da tripanossomíase americana, Memórias do Instituto Oswaldo Cruz, Rio de Janeiro, 1916.
- Tripanossomíase americana: estudo do parasita e sua transmissão, The Chicago Medical Recorder, Chicago, 1921.
- Tripanossomíase americana (doença de Chagas, Berlim, 1925.